# Kronolägenheter

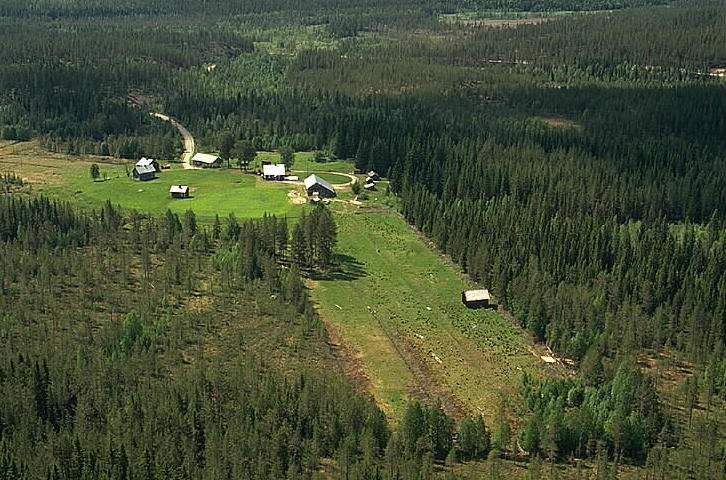
Kronotorpet Eliasmyrorna i Anundsjö socken är en välbevarad torpmiljö av riksintresse för kulturmiljövården. Torpet anlades i början av 1900-talet.

Kronolägenheter är i Sverige ett samlingsnamn för olika upplåtelseformer av statlig mark åt enskilda. Ordet förknippas särskilt med de upplåtelser som under 1900-talet skedde på kronoparker och kronoöverloppsmarker i Norrland och Dalarna. 

## Bakgrund
I Norrland och norra Dalarna avsattes på 1870-talet kronoparker. Detta skedde som en följd av avvittringen, den process varigenom befintliga byar och nybyggen tilldelades skogsmark från kronan. Kronoparkerna inrättades på den mark som inte avvittrats till enskilda ägare. Samtidigt försvann den möjlighet som tidigare funnits att genom ett legalt förfarande insyna nybyggen på statens mark, eftersom staten hade insett skogens värde för timmerproduktion. Det ledde till att även en del befintliga backstugusittare blev olagliga bosättare. Snart infördes dock nya former för markupplåtelse mot arrende, med motiveringen att kronoparkerna behövde vård och bevakning.

## Kronologi

### Skogstorp
År 1891 biföll den svenska riksdagen ett förslag om att upplåta så kallade skogstorp i Norrbottens län "där det för kronoparkens vård och bevakning vore gagneligt... åt personer som ägde god frejd och vore fullt arbetsföra". Fram till sekelskiftet 1900 uppläts omkring 200 skogstorp i Norrbotten län. Av dem hade ett 80-tal tidigare varit olagliga bosättningar – ett 60-tal belägna nedanför odlingsgränsen och ett 20-tal ovanför. Upplåtelsetiden begränsades till högst 20 år och arrendevillkoren var stränga. Ett ekonomiskt bidrag på 500 kronor betalades ut som "byggnadshjälp", men först sedan arrendatorn uppfört bostad och uthus och fått dem godkända.
I Västerbottens län infördes till en början inte motsvarande bestämmelser, varför många bosättningar förblev olagliga. I början av 1900-talet gjorde riksdagsmannen Carl Lindhagen en resa i Norrland inom ramen för utredning Norrlandskommittén. Han besökte då ett antal olagliga bosättningar i den så kallade Juktåkolonin och fick veta att torparna där riskerade att drivas bort från sina hem och odlingar. Det ledde till att Västerbottens län 1904 fick motsvarande bestämmelser om upplåtelse av skogstorp som Norrbottens län. Domänstyrelsen betonade dock i ett yttrande att upplåtelserna "icke fick ses ur kolonisationssynpunkt utan ur den synpunkten att de skulle vara till gagn för skogsbruket".
| ”                                              | 1904 blev det fastslaget av Konungen att skogstorp skulle stakas in. Budskapet härom väckte sån glädje bland de förtryckta att de började vandra till varandra för att berätta och sprida nyheten. Det blev en pilgrimsvandring mellan de forna olaga bosättningarna | „ |
| – Lisa Johansson, Malmberg m.fl. (1975), s. 51 | |   |

Alla olagliga bosättare fick dock inte sin situation legaliserad. År 1905 vräktes exempelvis invånarna på tre nybyggen på kronoparkerna Aronsjökullarna och Malgomajlandet i Vilhelmina kommun.
Det största antalet skogstorp uppläts i Älvsby revir i Norrbottens län och Stensele revir i Västerbottens län. År 1909 fanns sammanlagt 174 skogstorp inom dessa revir, med ungefär hälften inom vardera. I Jörns socken fanns 26 skogstorp, i Arvidsjaurs socken 18 och i Tornedalen 40.
När Domänstyrelsen införde en författning om kronotorp 1929 blev det möjligt för alla kronoarrendatorer att friköpa sina fastigheter, vilket alltså även gällde skogstorp.

### Odlingslägenheter
År 1909 infördes en ny upplåtelseform som nu skulle gälla hela Norrland, även området ovanför odlingsgränsen, och dessutom övre Dalarna. Målet var att låta jordlösa personer få arrendera så kallade odlingslägenheter, dock med förbehållet att det inte fick inkräkta på skogshushållningen. Upplåtelsetiden sattes till femtio år med optionsrätt. Den penningsumma som skulle utgå höjdes till först 600, därefter 750 kronor och kallades nu för "odlingshjälp". Pengarna skulle betalas ut alltefter byggnads- och odlingsverksamheten fortskred och tills minst en hektar åker hade brutits upp. Arrendeavgiften skulle börja utgå efter en frihetstid på 15 år. Befintliga skogstorp kunde nu överföras till odlingslägenheter om innehavarna så önskade.
När Domänstyrelsen införde en författning om kronotorp 1929 blev det möjligt för alla kronoarrendatorer att friköpa sina fastigheter, vilket alltså även gällde odlingslägenheter.

### Kolonat
Samtidigt som beslutet om odlingslägenheter fattades 1909 bestämdes att en försöksverksamhet med ”experimentkolonisation” skulle ske på Alträsks och Svanå kronoparker, tre mil från Boden. Brännberg var en av dessa försöksbyar. Tanken var att upplåta nybyggeslägenheter eller kolonat där alla arbeten skulle verkställas på statens bekostnad. Den som arbetat minst ett år vid detta mönsterkolonat och visat sig motsvara kraven kunde sedan söka en nybyggeslägenhet, som på sikt skulle kunna förvärvas med äganderätt. Alträsk ansågs vara ett särskilt lämpligt område eftersom det för staten var ett "värdelöst område" som kunde upplåtas åt odling utan att "skogvårdsintresset därigenom lider något egentligt intrång". Experimentverksamheten motsvarade dock inte förväntningarna.
Ett nytt försök med kolonat inleddes 1916 och utvidgades till att omfatta ett fyrtiotal kronoparker i Norrland och övre Dalarna. Bakom kolonaten fanns en mer aktiv kolonisationstanke än för tidigare upplåtelseformer. De områden där kolonaten skulle upplåtas planerades i detalj för bebyggelse, medan skogstorpen och odlingslägenheterna hade kommit till på platser som de sökande själva hade valt. I vissa fall, exempelvis på kronoparkerna Rönnliden och Luspberget i Stensele socken, uppförde staten kolonatsbyggnaderna. Den som själv byggde boningshus och ekonomibyggnader fick ett byggnadsbidrag på högst 4 500 kronor. Efter tio år skulle kolonisterna kunna friköpa sina jordbruksfastigheter. Denna nya kolonisationsform ansågs kunna tjäna statens intressen på åtminstone tre sätt: ödemarker skulle uppodlas, emigrationen skulle minska och en fast skogsarbetarstam skulle kunna byggas upp. Kolonisationsnämnden, som hade ansvar för upplåtelserna av kolonat, gjorde aktiv propaganda för sin verksamhet genom offentliga visningar av rörliga bilder. Sökande lockades med löften om goda möjligheter till arbete inom Domänstyrelsens skogsbruk.
Verksamheten motsvarade dock inte förväntningarna. Vissa kolonat hade placerats på mark som var näst intill omöjlig att odla upp. Kolonisterna fick inte skogsarbete i den utsträckning som utlovats och hade svårt att betala arrendena. De fick inte heller lämna sina kolonat utan att hitta en ersättare som kolonisationsnämnden kunde godkänna. Många kolonister hamnade vid mitten av 1920-talet i ett rent nödläge.
| ”                                            | Min jordhunger mättades med en vattensjuk myr. Den hade ett djup på fyra, fem meter och saknade avlopp, där man nöjaktigt kunde skicka iväg vattnet. (...) När vi skulle plöja upp denna sörja var det dramatiskt värre. (...) Hästarna sjönko, bara hals och huvud voro synliga ovan gyttjan. | „ |
| – Eugen Lundström, Malmberg (1980), s. 22–23 | |   |

Redan 1926 upplöstes kolonisationsnämnden. Det fanns då 537 kolonat, vilket kan jämföras med 2 200 skogstorp och odlingslägenheter. Kolonatens innehavare kom till allra största delen – 96,4 % – från Norrlandslänen. Av de övriga var nästan samtliga – 26 personer – före detta industriarbetare från Eskilstuna och Västerås, som i de flesta fall inte blev några lyckosamma kolonister utan snart återvände till sina hemorter. Sedan kolonisationsnämnden upplösts administrerades befintliga kolonat av nämnder som låg under Egnahemsstyrelsen, innan Domänstyrelsen tog över som arrendegivare i mitten av 1940-talet. Då upphörde kolonaten som upplåtelseform.
År 1947 återstod 354 kolonat, varav 205 i Västerbottens län och 115 i Norrbottens län. 16 låg i Hamra i Gävleborgs län, ett tiotal i Jämtlands län (Ansjö i Hällesjö socken och Ede i Offerdals socken), fem i Älvdalens socken i Kopparbergs län samt två i Haverö socken i Västernorrlands län. De flesta av dessa överfördes då till kronotorp (se nedan).

### Kronotorp
År 1929 infördes en ny upplåtelseform på kronoparkerna: kronotorp. Målet var nu inte längre att etablera jordbruk. I stället skulle kronotorp i första hand upplåtas till lokala skogsarbetare som gjort sig kända för "sparsamhet, nykterhet och hederlig vandel". Dessa kronotorp kallades "kronotorp 29" eller K29 efter det år då författningen fastställdes. En generell friköpsrätt infördes nu för samtliga upplåtelseformer, alltså även skogstorp och odlingslägenheter. Endast 140 kronotorp uppläts dock enligt 1929 års författning, och av dem hade många överförts från tidigare upplåtelseformer.
Nya bestämmelser om kronotorp kom 1943 och den motsvarande upplåtelseformen kallades för "kronotorp 43" eller K43. Villkoren för upplåtelsen blev nu tydligare. Under andra världskriget fanns ett stort behov av skogsprodukter som ved, virke och kol, och det var viktigt för Domänverket att ha tillgång på arbetskraft. Nya arrendatorer fick därför åta sig att arbeta för arrendegivaren minst 75 dagar per år. Domänverket skulle å andra sidan svara för nybyggnationer och upprustning av bostadshus och ekonomibyggnader. Någon arrendeavgift behövde inte betalas förrän byggnaderna var upprustade eller nybyggda. Arrendatorn hade rätt till småviltsjakt inom kronotorpets område, men fick inte jaga älg. Husbehovsfiske var tillåtet i angivna vattendrag. Får och getter fick inte beta på kronoparken.
År 1950 tillkom bestämmelser om att arrendatorer skulle få ersättning för gjorda förbättringar om de till följd av ålderdom eller sjukdom måste lämna sina kronotorp, samt flyttningsbidrag. Upplåtelser enligt 1950 års författning kallades för "kronotorp 1950" eller K50.
| ”                                                                        | Dem som bo i det här sathåle, dem lev tills dem dö å. Dem som arbet i fabrikena få nog int så stort kalas över dem heller. | „ |
| – Johan Danielsson, Norra Siksjönäs, Sune Jonsson, Den stora flyttningen | |   |

Under 1950- och 1960-talen genomgick skogsbruket stora omvälvningar i riktning mot mekanisering och storskalighet. I början av 1970-talet hade Domänverket inte längre behov av torpare med arbetsplikt och inledde en avveckling av verksamheten. År 1972 kom nya bestämmelser som sade att de gamla kontrakten inte kunde förlängas. När kontrakten löpte ut skulle därför hållas en avträdessyn, där det arbete som arrendatorn lagt ned värderades. Arrendatorn fick sedan ersättning för detta och kunde därefter skriva ett nytt kontrakt på fem eller högst tio år. Denna upplåtelseform kallades för ”kronotorp 1972” eller K72.
År 1980 kom en lag (SFS 1980:565) som underlättade friköp av kronotorp. Domänverket införde också bestämmelser som innebar att arrendatorerna fick betydligt högre ersättning för nedlagt arbete än tidigare. Två år senare fanns endast hälften av arrendeupplåtelserna kvar.

## Organisationen SKKF
År 1930 bildades Sveriges kronotorpare- och kolonistförbund (SKKF) för att tillvarata kronoarrendatorernas intressen. Förbundet har haft 104 avdelningar från Norrbotten i norr till Dalarna i söder. Hälften av avdelningarna låg i Västerbottens län. På 1940-talet var medlemstalet ungefär 1 100, men på 1970-talet hade antalet sjunkit till 250. En viktig talesman för rörelsen var handlaren Uddo R. Jacobson (1886–1957) i Meselefors, som engagerat sig i kronoarrendatorernas problem. Mycket tack vare deras stöd blev Jacobson 1937 riksdagsman för Socialdemokraterna.

## Litterära skildringar
- Karl Östmans novell Hunger (1916) handlar om en fattig kronotorparfamilj.
- Albert Viksten publicerade 1922 en dikt i Västerbottens folkblad, tillägnad ”kolonisterna på Mötingselberget” – om de 16 arbetslösa från Eskilstuna som försökte bygga sig en ny framtid i Vilhelmina. Viksten skrev också flera opinionsbildande artiklar om kronotorpens folk.
- Lisa Johansson, folklivsskildrare och textilkonstnär, föddes på en olaglig bosättning i Vilhelmina som blev legaliserad 1906. Senare blev hon kronotorparhustru. I olika sammanhang, bland annat i boken Ensam på torpet (1961), har Lisa Johansson skildrat kronotorparnas verklighet inifrån. Saltlake och blodvälling(1968) innehåller ett omfattande material av Lisa Johansson, redigerat av Sune Jonsson.
- Ivar Lo-Johansson har bland annat i Gårdfarihandlaren (1953) och Vishetslärarna (1973) skildrat möten med kronotorpare.
- Sara Lidman ägnade romanen Hjortronlandet (1955) åt kronotorparfamiljer i Missenträsk. Enligt uppgift menade dock Sara själv att boken inte gav full rättvisa åt ”överblivet folk”.[22] Tillsammans med Sven Lindqvist, Bo Malmberg och Curt Norberg gav Sara Lidman 1975 ut boken Kronotorpens folk: en dokumentation.
- Sune Jonsson skildrade kronotorpare i avflyttningsbygd i Vilhelmina med bild och text i Bilder från den stora flyttningen (1964).